# Rintjepoel
De Rintjepoel (Fries en officieel: Rintsjepoel) is een poel in de Friese gemeente Súdwest-Fryslân. Het meertje is verbonden met de noordelijkere gelegen Palsepoel en de oostelijkere gelegen Diepe Sloot. De poel ligt ten westen van de plaats Heeg. Door middel van een kanaal is de Rintjepoel aan de zuidkant verbonden met de Wegsloot.